# Хелмкюла
 Хе́лмкюла (эст. Helmküla) — деревня в волости Ляэнеранна уезда Пярнумаа, Эстония.
До административной реформы местных самоуправлений Эстонии 2017 года входила в состав волости Варбла (упразднена).

## География и описание
Расположена у шоссе Тыстамаа—Карузе, в 3 км от побережья Рижского залива, в 41 км западу от уездного центра — города Пярну. Высота над уровнем моря — 22 метра.  
Климат умеренный. Официальный язык — эстонский. Почтовый индекс — 88208.

## Население
По данным переписи населения 2021 года, в Хелмкюла насчитывалось 45 жителей, из них 44 (97,8 %) — эстонцы.
По данным переписи населения 2011 года, в деревне проживали 47 человек, из них 45 (95,7 %) — эстонцы.
Численность населения деревни Хелмкюла по данным переписей населения:
| Год  | 1959 | 1970  | 2000 | 2011 | 2021 |
| ---- | ---- | ----- | ---- | ---- | ---- |
| Чел. | 156  | ↘ 118 | ↘ 44 | ↗ 47 | ↘ 45 |

## История
В источниках 1689 года упоминается Elmkulla, 1798 года — Helme.
В 1977—1997 годах Хелмкюла была официально частью деревни Варбла, затем восстановлена.
В народе деревня делится на две части: южная — Ээс-Хелмкюла (эст. Ees-Helmküla — «Передняя Хелмкюла») и северная — Тага-Хелкмюла (эст. Taga-Helmküla — «Задняя Хелмкюла»). В последней расположена Варблаская Свято-Урбанская церковь () и до 1920 года существовала церковная мыза Верпель (нем. Pastorat Werpel, эст. Varbla kirikumõis).
В советское время в деревне (больше известной как посёлок Варбла) находился центр колхоза «Варбла». Здесь располагались больница, аптека, почтовое отделение, дом культуры и библиотека.
В 1950 году на находящейся на территории Хелкмюла братской могиле советских воинов, павших в Великой Отечественной войне (исторический памятник с 1997 до 2023 года), был установлен памятник с надписью «Вечная слава героям, павшим в сражениях за свободу и независимость нашей Родины 1941—1945». В протоколе от 30 ноября 2022 года рабочая группа по советским памятникам при Госканцелярии Эстонии (РГСП) признала памятник «красным монументом», подлежащим замене на т. н. «нейтральный». Памятник был демонтирован в августе 2022 года. Останки перезахоронению не подлежат, так как могила находится на расположенном на территории Хелмкюла кладбище Варбла (см. Список советских военных памятников Эстонии).

## Галерея

Деревня Хелмкюла
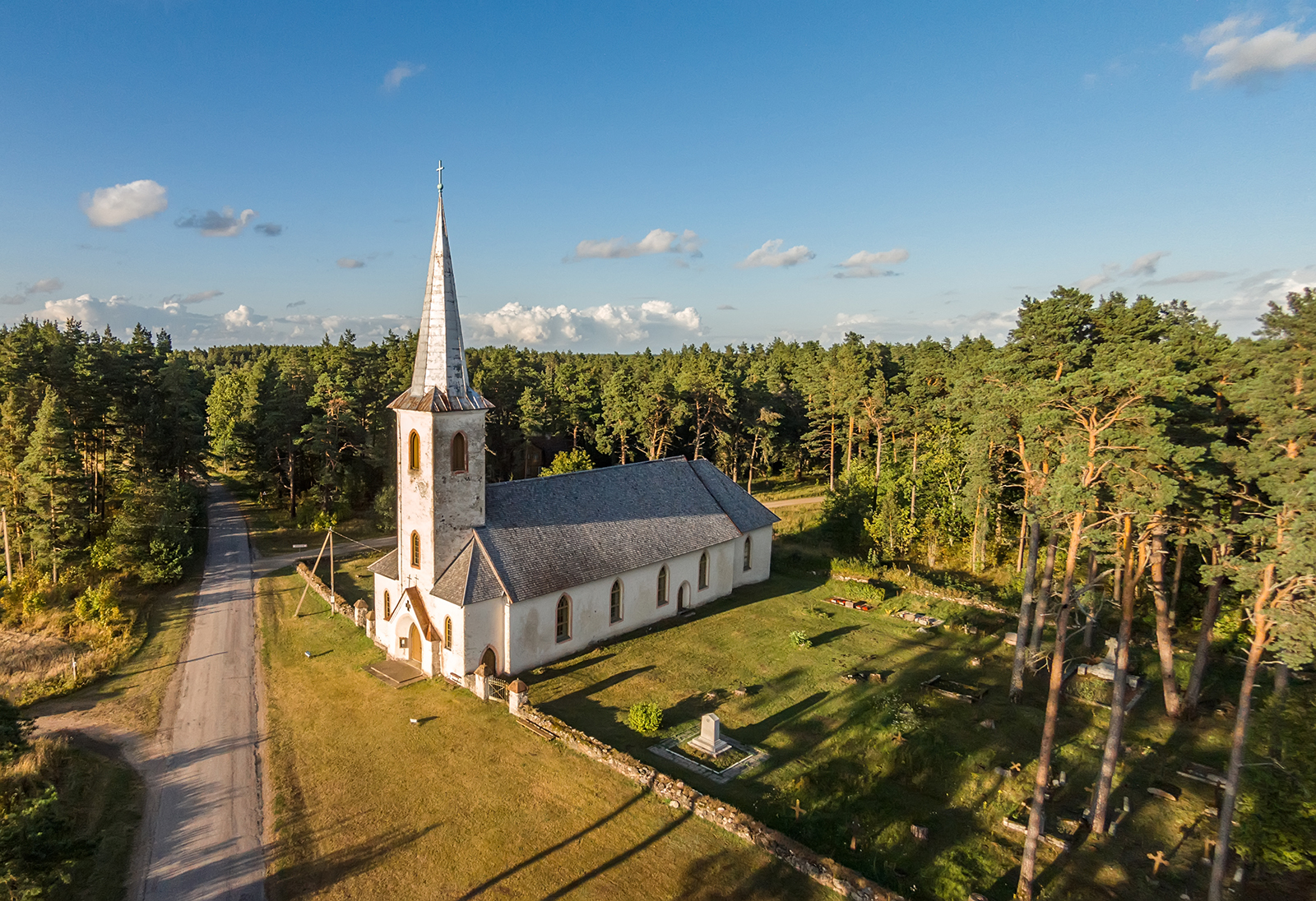
Варблаская Свято-Урбанская церковь
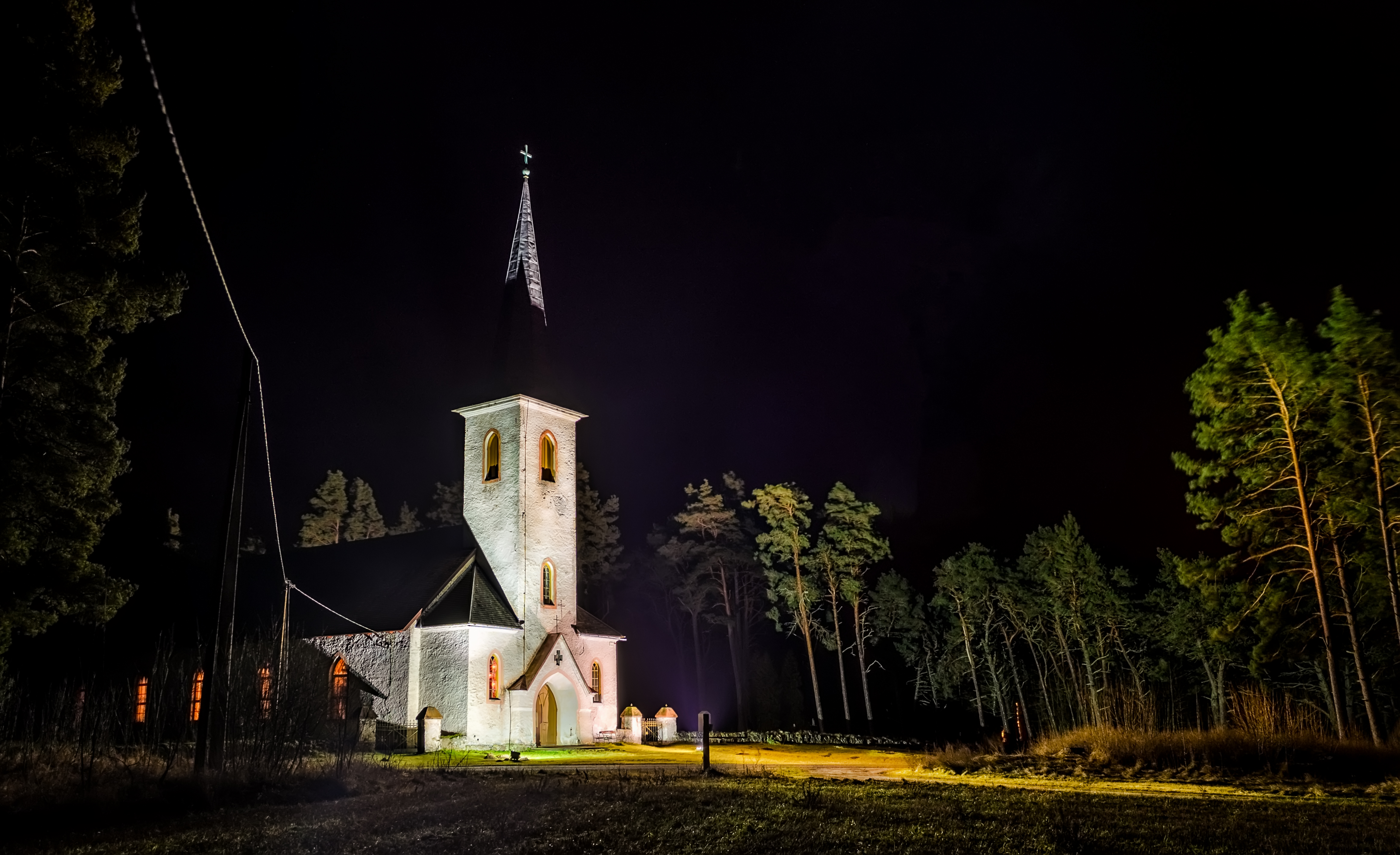
Варблаская церковь ночью
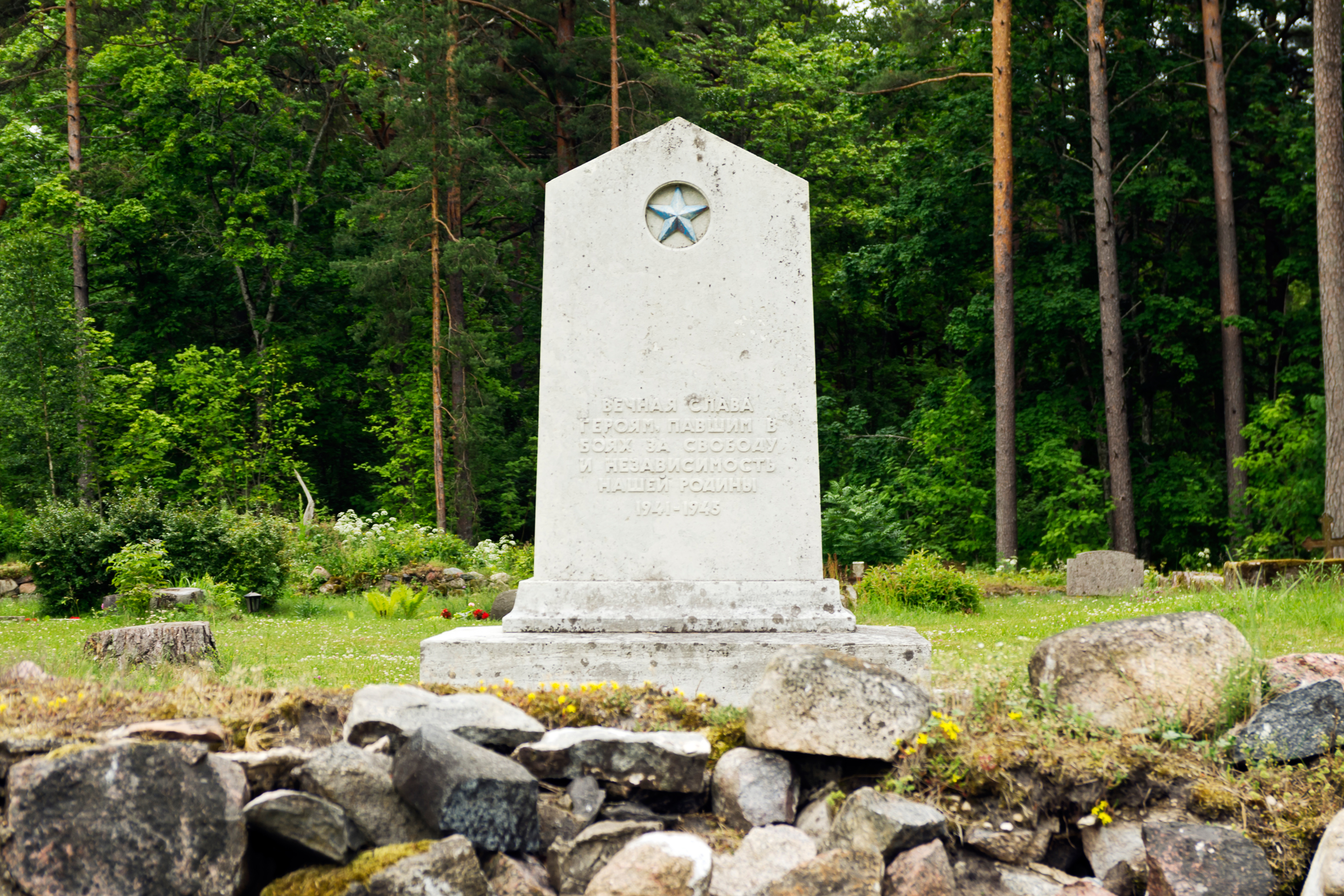
Советский памятник на братской могиле павших во II мировой войне. Демонтирован в 2022 году

## Комментарии
1. ↑  Эстонские топонимы, оканчивающиеся на -а, не склоняются и не имеют женского рода (исключение — Нарва)